# Anisometra
Anisometra is een geslacht van haarsterren uit de familie Antedonidae.

## Soort
- Anisometra frigida John, 1939